# 제주성지
제주성지(濟州城址)는 대한민국 제주특별자치도 제주시 이도1동에 있는 제주성의 잔존 터이다. 1971년 8월 26일 제주특별자치도의 기념물 제3호로 지정되었다.

## 개요
제주성은 옛 탐라국 수도 부근의 성곽으로, 도시화로 사라지기 전에는 둘레 2,280m에 달하는 평지에서 구릉으로 이어지는 평산성으로 동서를 장축으로 하는 부정형을 띠고 있었다.
제주성의 원래 규모와 초축(初築) 연대는 정확히 밝혀지지 않았다. 다만 고려 숙종(肅宗) 10년(1105년) 증축했을 때 규모가 둘레 4,700자, 높이 11자였다는 기록이 있다. 조선 태종(太宗) 8년(1408년) 제주에 홍수 피해가 발생해 성벽이 붕괴되어 3년 뒤인 동왕 11년(1411년)에 수축했다.
《세종실록 지리지》에는 제주성의 규모를 둘레 910보, 《신증동국여지승람》에는 둘레 4,394자에 높이 11자라고 기록했으며, 중종(中宗) 5년(1510년)에 삼포왜란(三浦倭亂)이 일어나고 2년 뒤인 동왕 7년(1512년)에 제주목사 김석철이 제주성을 둘레 5,486척으로 확장해 쌓고, 성 남쪽 문루인 정원루(定遠樓)를 수리했다. 또한 제주성 안에는 물이 없었고 성밖으로 가까운 곳에 가락천(현지명 가락쿳물)과 산지천이 있어, 그곳에 겹성을 쌓아 따로 물을 조달했는데, 동왕 24년(1529년) 목사 곽흘이 동쪽으로 성을 증축해 산지천을 제주성 안으로 들였다고 한다.
명종(明宗) 10년(1555년) 을묘왜변 때는 왜선이 제주성을 포위공격하기도 했으며, 동왕 21년(1566년) 고능까지 동쪽으로 증축해 성의 둘레가 7,340척으로 늘어났고 남쪽으로 수구(水口) 두 곳을 두었다. 임진왜란 직전까지, 목사 성윤문이 성벽을 5자 더 높이고 포루 등을 구축했다. 정조(正祖) 4년(1780년) 목사 김영수가 산 아래 하천 주변에 익성과 보를 쌓았다.
제주성은 제주 지역에 많이 있는 화산암을 이용해 축성되었고, 왜적의 약탈과 하천의 범람 때문에 자주 증축되었다. 제주목사 이원진이 지은 《탐라지》(耽羅志)(1653년)에 따르면 제주성에는 북쪽(남해 방향)을 제외한 동, 서, 남 세 곳의 성문과 두 개의 수문이 있었고, 격대(擊臺) 27곳에 타첩(여장)이 404곳이 있었으며 산지천과 가락천 두 강을 식수원으로 삼았다. 성문의 이름은 연양문(동문), 진서루(서문), 정원루(남문)라고 했고, 수구는 쌍안교, 원교라고 했다. 이밖에도 소민문(蘇民門)과 수복문(受福門, 중인문(重仁門) 등의 작은 간문이 더 있었다.
그러나 국권피탈 후인 1914년과 1915년에 제주성의 세 문루와 간문은 헐렸고, 1925년부터 1928년까지 이루어진 제주항 개발 공사 당시 바다를 매립하는 골재로 사용하기 위해 성벽을 헐어서 지금은 일부만이 남아있다.

## 구조
현존하는 제주성지는 오현단 부근에 일부, 170m의 잔존유구가 남아있다. 높이 5m에 폭은 2m로, 재질은 현무암이다.
성돌의 크기는 50x20cm, 55x37cm, 70x50cm 이렇게 세 가지가 있고, 뒷부분 길이는 60, 65, 70cm 정도이다. 당초에는 내부에 잡석으로 석축을 2, 3단 쌓아 토사를 덮어 경사지게 처리했었으나, 이후 표면 토사가 유실되어 돌이 모두 노출되었다. 외벽의 협축으로 잔돌끼움을 한 허튼층쌓기로 쌓아, 위로 갈수록 성돌의 크기가 줄어드는데, 기울기는 1.0~1.4.1:1로 거의 기울기 차이가 보이지 않는다.
치성은 두 곳이 남아 있는데 오현단 뒤의 것은 높이 6m이고 나머지 하나는 10m이다. 간격은 65~70m. 성벽을 축조한 뒤에 덧대어 쌓은 것으로 시굴조사에서 T자형 건물지가 확인되었다.

## 같이 보기
- 오현단
- 귤림서원

## 참고 자료
- 제주성지 - 국가유산청 국가유산포털